# جاومي دوران
جاومي دوران (بالإسبانية: Jaume Duran) (26 مارس 1984 في إسبانيا - ) هو لاعب كرة قدم إسباني في مركز جناح ‏. لعب مع نادي بالاموس ‏.

## وصلات خارجية
- جاومي دوران على موقع Soccerway.com (الإنجليزية)